# Sonneratia
Pour l’article homonyme, voir Sonneratia (mollusque).
Genre
Sonneratia est un genre de plantes à fleurs de la famille des Lythraceae et regroupant onze espèces, dont quatre hybrides naturels stables et une espèce fossile. Ce sont des arbres tropicaux poussant dans les mangroves de l'Océan Indien, remarquable pour ses racines dépassant de l'eau, appelées pneumatophores

## Description

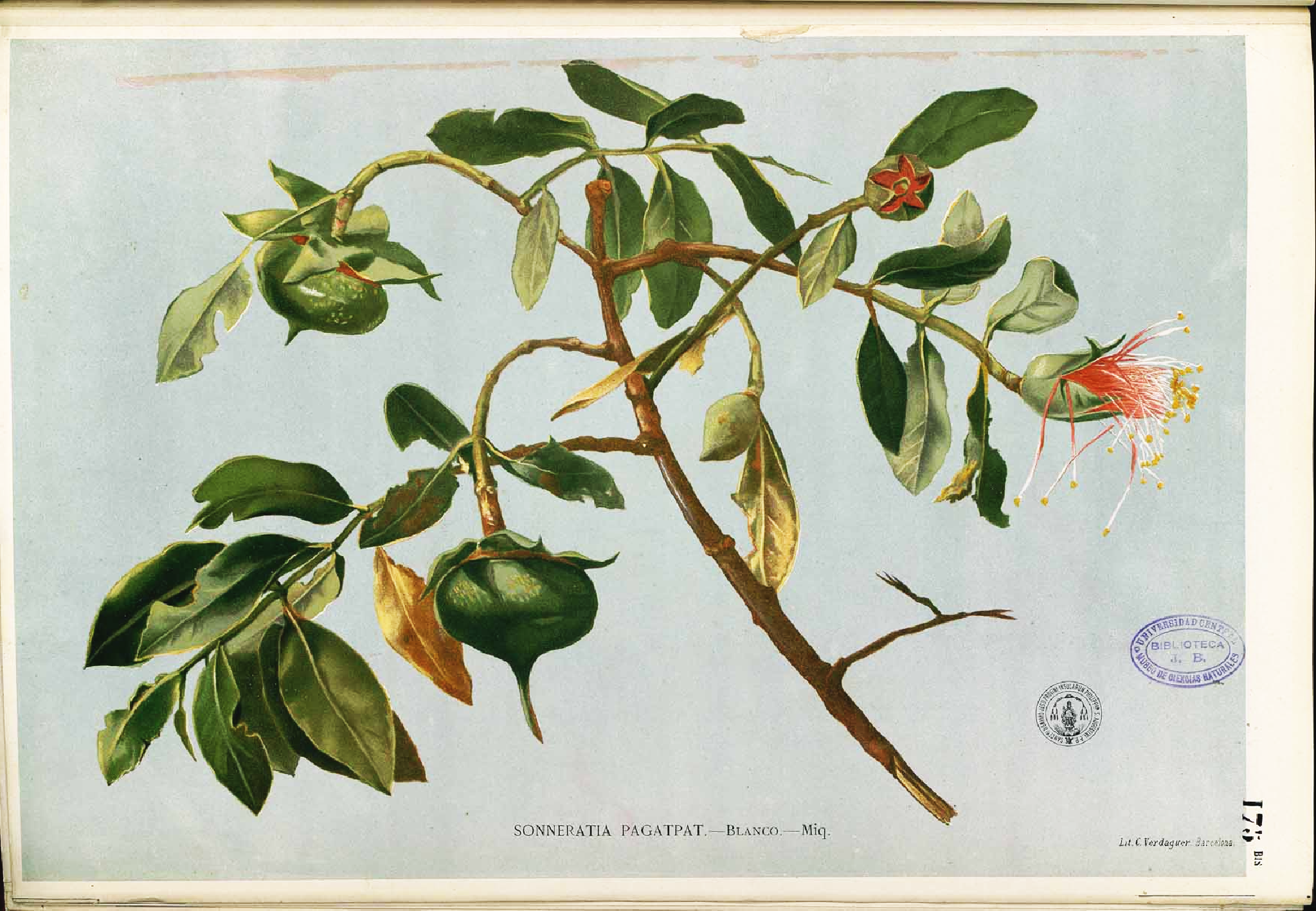
Illustration botanique de Sonneratia alba (sous le synonyme Sonneratia pagatpat).

### Appareil végétatif

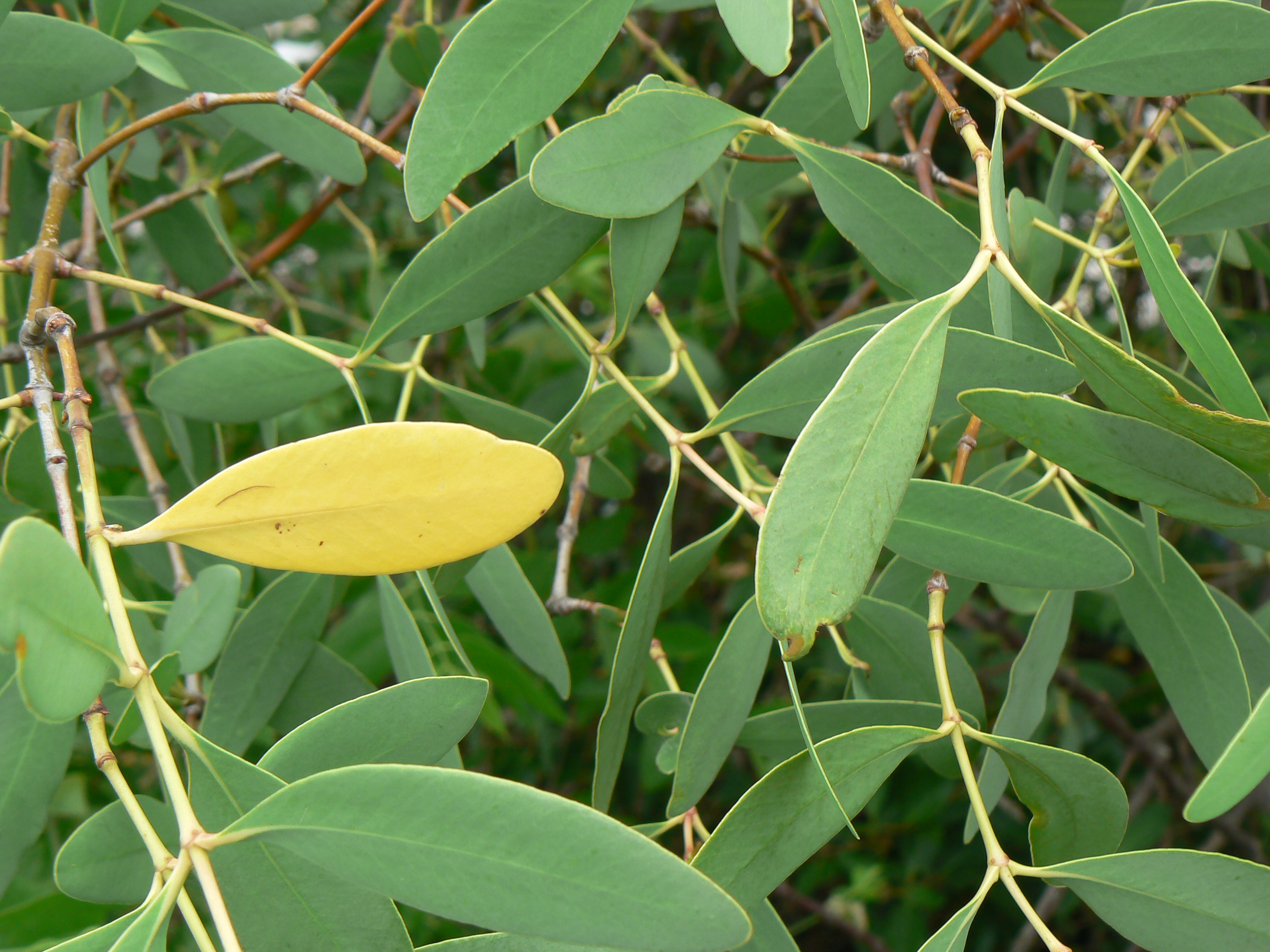
Feuilles de Sonneratia apetala.

Ce sont des arbres hélophytes, sempervirents, glabres, en colonne ou étalés, sans contreforts, entourés de pneumatophores (racines aériennes) en forme de crayon provenant de longues racines horizontales peu profondément enterrées. Les feuilles sont opposées, non décussées, coriaces, pétiolées et simples. Le limbe foliaire est entier, elliptique, oblong, ovale, obovale ou orbiculaire, à nervures pennées et croisées. Les feuilles ont des stipules (stipules vestigiales) ou non. La tige présente un épaississement secondaire se développant à partir d'un anneau cambial conventionnel.

### Appareil reproducteur

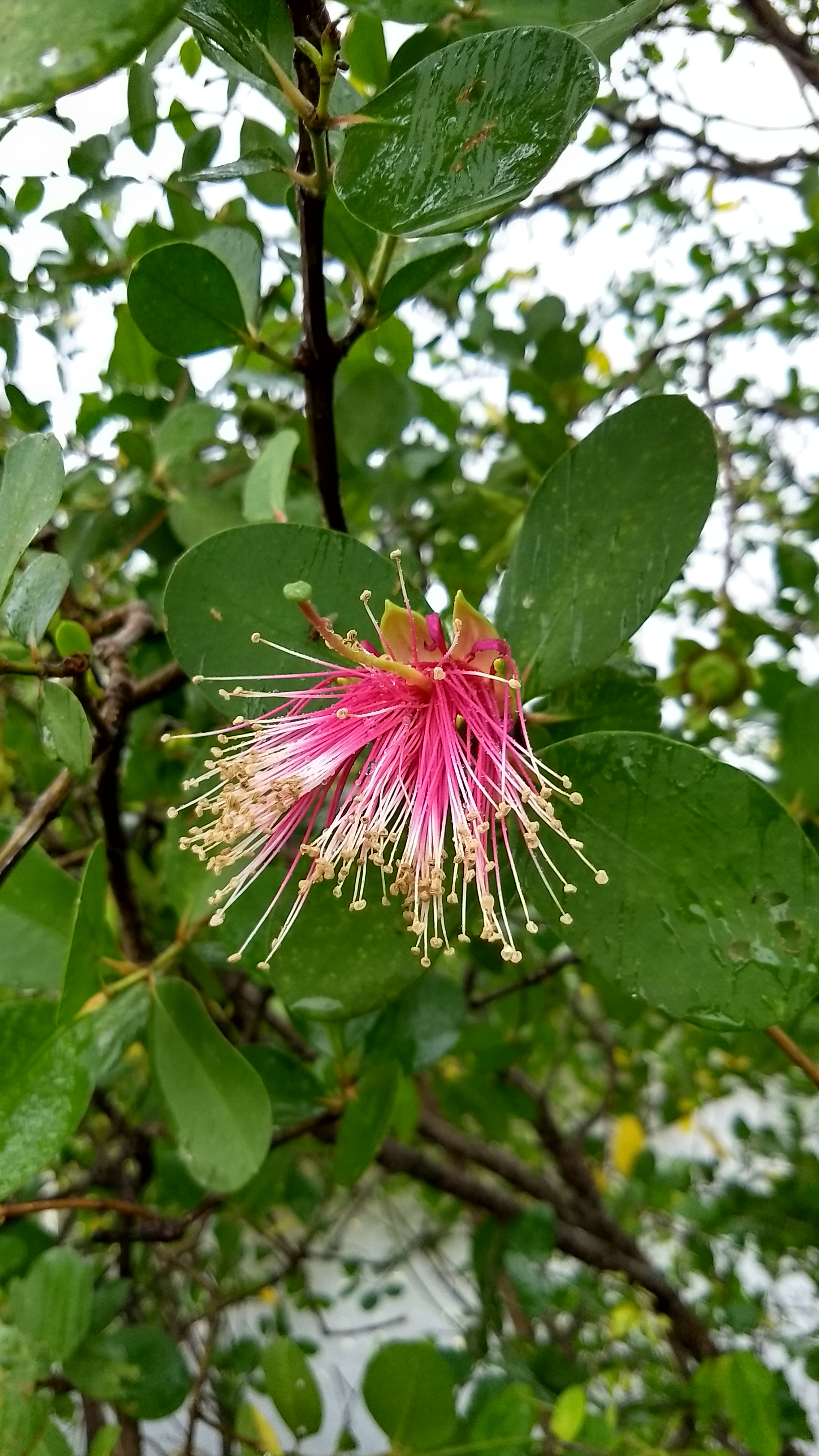
Fleur de Sonneratia caseolaris.

Ce sont des plantes hermaphrodites et homostyles, à fleurs solitaires ou regroupées en cymes ou en corymbes possédant jusqu'à cinq fleurs. Celles-ci sont pédicellées, de taille moyenne à grande, régulières, cycliques, polycycliques. Elles présentent un hypanthium libre, campanulé (ou en forme de coupe), ou obconique, et un disque hypogyne.
Le périanthe se compose d'un calice et d'une corolle distincts, le calice ayant 4–8 sépales elliptiques, ovales ou triangulaires. La corolle est présente ou absente, froissée dans le bourgeon, régulière, blanche ou rouge, à 4–8 pétales linéaires. Les membres de l'androcée sont en nombre défini à indéfini, composé exclusivement de (12-)16-100 (nombreuses) étamines fertiles, toutes de forme plus ou moins similaire. Leurs anthères sont dorsifixes, polyvalentes, déhiscentes par des fentes longitudinales, introrses, tétrasporangiées.
Le gynécée (pistil) est composé de 10–20 carpelles en nombre accru par rapport au périanthe. Il est syncarpe, eu-syncarpe, supère à partiellement infère (sur une base large). L'ovaire comporte 10–20 locules. Il y a un seul style, issu d'une dépression au sommet de l'ovaire, apical, et un seul stigmate. La placentation est axile. Les nombreux ovules (10-50 par locule), sont funiculés, horizontaux et anatropes.

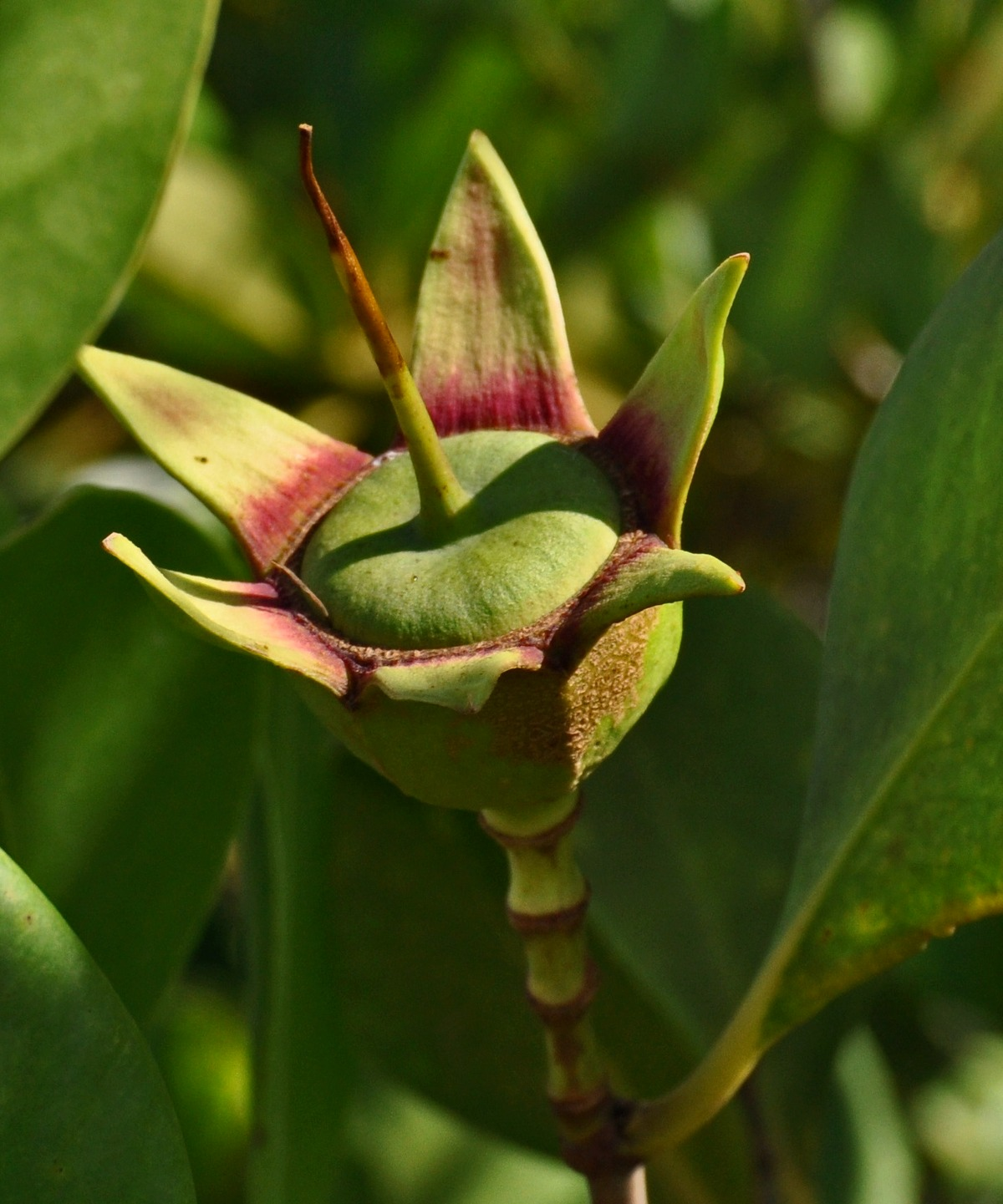
Fruit de S. alba.

Le fruit est une baie charnue et indéhiscent, contenant 15 à 100 graine sans endosperme. L'embryon, à deux cotylédons, est droit ou courbé.
La diploïdie est de 2n = 24.

## Répartition
L'aire de répartition de ce genre recouvre la plupart des pays bordant l'Océan Indien, en Afrique orientale tropicale, en Asie du Sud-Est et en Australie du Nord : Aldabra, îles Andaman, Bangladesh, archipel Bismarck, Bornéo, Cambodge, îles Caroline, archipel des Comores, îles Gilbert, Hainan, Inde, Java, Kenya, Petites îles de la Sonde, Madagascar, Malaisie, Maldives, Moluques, îles Marshall, Mozambique, Myanmar, Nansei-shoto, Nouvelle-Calédonie, Nouvelle-Guinée, Îles Nicobar, Territoire du Nord, Pakistan, Philippines, Queensland, Seychelles, Îles Salomon, Somalie, Sri Lanka, Sulawesi, Sumatra, Tanzanie, Thaïlande, Vanuatu, Vietnam, Australie occidentale.
Le genre regroupe neuf espèces actuelles, dont trois espèces hybrides naturelles,. Six, dont une endémique (Sonneratia ×hainanensis endémique de l'île Hainan) et une introduite (Sonneratia apetala), sont présentes en Chine, une seule se trouve au Pakistan (Sonneratia caseolaris), deux, autochtones, en Nouvelle-Calédonie (Sonneratia caseolaris et Sonneratia alba, le Palétuvier soleil). Une dixième espèce, Sonneratia ×zhongcairongii, également hybride endémique de Hainan, a été décrite en 2020.

## Écologie

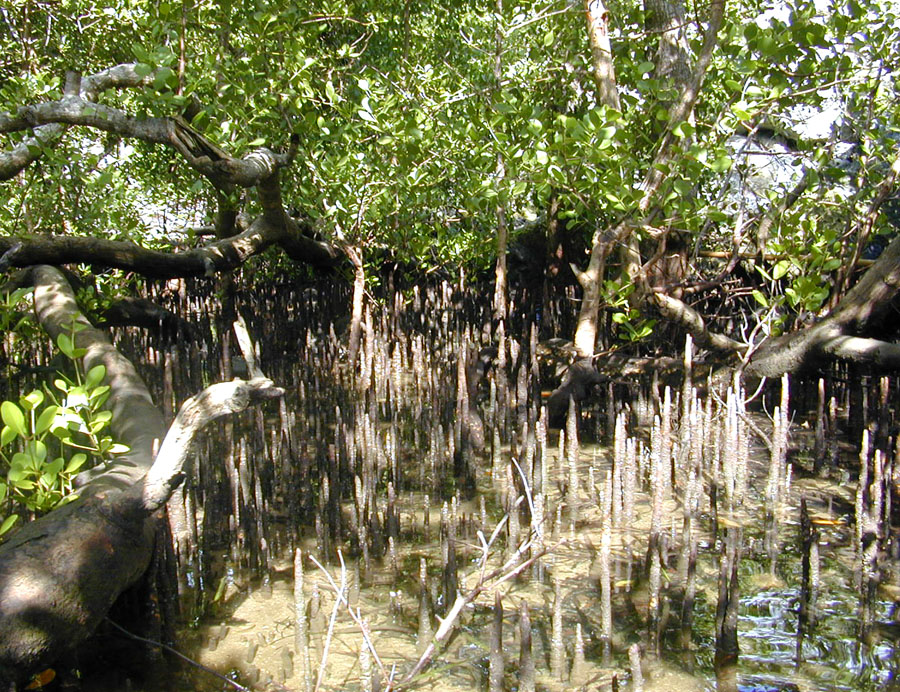
Mangrove à Sonneratia, avec les pneumatophores visibles sortant de l'eau.

Ce sont des arbres de mangrove (palétuviers) ou de bord de mer, portés sur des pneumatophores (racines respirant en surface). Leurs habitudes sont similaires à celles des membres de la famille des Rhizophoraceae.

## Systématique
Le genre a été formellement décrit en 1782 par le naturaliste suédois Carl von Linné le Jeune, fils de Carl von Linné. Sonneratia acida est l'espèce type,. Le genre était anciennement classé dans la famille des Sonneratiaceae dont il est le genre type. Sonneratia est un nom. cons., conservé contre le synonyme hétérotypique Blatti Adans., nom. rej.,.

### Étymologie
Le genre est nommé d'après Pierre Sonnerat (1748-1814), officier colonial français qui a voyagé à l'île Maurice et aux Indes et envoyé de nombreux spécimens d'histoire naturelle en Europe.

### Synonymes
Sonneratia L.f. a pour synonymes :
- Aubletia Gaertn.
- Blatti Adans.
- Caseola Noronha
- Chiratia Montrouz.
- Kambala Raf.
- Mycostylis Raf.
- Pagapate Sonn.

### Liste des espèces
Sonneratia comprend les neuf espèces suivantes,, :
- Sonneratia alba Sm.
- Sonneratia apetala Banks
- Sonneratia caseolaris (L.) Engl.
- Sonneratia griffithii Kurz
- Sonneratia ×gulngai N.C.Duke
- Sonneratia ×hainanensis W.C.Ko, E.Y.Chen & W.Y.Chen
- Sonneratia lanceolata Blume
- Sonneratia ovata Backer
- Sonneratia ×urama N.C.Duke

Le Catalogue of Life (19 juillet 2022) ajoute Sonneratia ×zhongcairongii Y. S. Wang & S. H. Shi ex C. R. Zhong, D. L. Li & Ying Zhang, espèce hybride décrite en 2020.
L'hybridation entre les espèces serait courante, bien que des études moléculaires sur les populations chinoises de Sonneratia ×gulngai et Sonneratia ×hainanensis aient conclu que ces espèces n'existent que sous forme d'hybrides F1 produits à plusieurs reprises. Aucune preuve de rétrocroisement F2 ou de croisement entre les hybrides n'a permis de conclure que S. ×gulngai et S. ×hainanensis ne doivent pas être considérés comme de véritables espèces hybrides.
Selon la Paleobiology Database (19 juillet 2022) et The International Fossil Plant Names Index (IFPNI) (19 juillet 2022), il existe une espèce fossile, décrite du Japon :
- †Sonneratia kyushuensis Srivastava & Suzuki, 2001